# 中国物理快报
《中国物理快报》（Chinese Physics Letters）是中国物理学会主办的英文物理学学术期刊，创办于1984年，现为月刊。《中国物理快报》刊登物理学各分支的简报。《中国物理快报》与《理论物理通讯》《中国物理B》《中国物理C》四刊组成中国物理学会《中国物理》系列刊物。

## 历史
1982年12月20日至25日，中国物理学会在中国北京召开了第三届会员代表大会暨成立50周年纪念大会。会上，代表们建言创办英文物理学月刊《中国物理快报》（Chinese Physics Letters）。建议称，《物理学报》稿件积压太多，影响了中国与外国的物理学交流，为解决这一问题，应将《物理学报》的简报分出，创办《中国物理快报》。根据建议，《中国物理快报》的收稿、审稿拟仿效《物理评论快报》，不付稿酬，稿件要求时效性，即新、快。1983年1月5日，中国物理学会副理事长周光召在中国科学院物理研究所大楼二层会议室主持召开《中国物理快报》筹办会议。《中国物理快报》的编辑人员与《物理学报》为同班人马。黄祖洽被任命为《中国物理快报》主编，领导创刊工作。1983年4月14日，中国科学院物理研究所向中国科学院提交报告，请示创办《中国物理快报》。1984年2月16日，国家科委批复同意创办《中国物理快报》。同年8月，《中国物理快报》正式创刊，当年试刊2期。
《中国物理快报》创刊时即向中国内外发行。2001年，中国物理学会与英国物理学会出版社签约，当年起由后者负责《中国物理快报》纸质版、电子版在中国以外地区的发行工作。。

## 索引收录
收录《中国物理快报》的有《科学引文索引》（SCI）、美国化学文摘（CA）、英国科学文摘（INSPEC）、日本科学技术情报中心（JICST）《科技文献速报》、俄罗斯全俄科技信息研究所《文献杂志》（AJ），中国科技论文统计与分析数据库（CSTPCD）、中国科学引文数据库（CSCD）等。。